# 手嶋敏光
手嶋 敏光（てしま としみつ、1942年12月12日 - ）は、日本競輪選手会千葉支部に所属していた元競輪選手。現在は順天堂大学自転車競技部コーチ。日本競輪学校第67期生で、千葉支部所属の競輪選手、手嶋靖は実子であり弟子。

## 来歴
東海大学実業高等学校（1979年に廃校）時代、1961年、1962年の全国高等学校総合体育大会自転車競技大会・トラックレースのスクラッチレース及び競走車速度競走において、それぞれ2年連続で優勝。
自衛隊時代、1964年の東京オリンピック・タンデムスプリントに、当時日本大学所属の班目秀雄と組んで出場したが、予選敗退。
1965年10月7日、日本競輪学校第21期生として、千葉競輪場でデビューし2着。初勝利は翌同月8日の同場。現役時代は厳しい番手勝負を信条とし旧制A級1班（現在のS１）に長く在籍。幾度となく落車をしたものの鎖骨骨折は全く無く、また、その人となりから『千葉の鉄人』と称された。
1999年12月24日、選手登録削除。通算戦績2749戦290勝。
現在は順天堂大学自転車競技部のコーチとして学生を指導している。2010年開催の第65回ゆめ半島千葉国体では、自転車競技千葉県チームの監督を務めた。